# 船幽靈

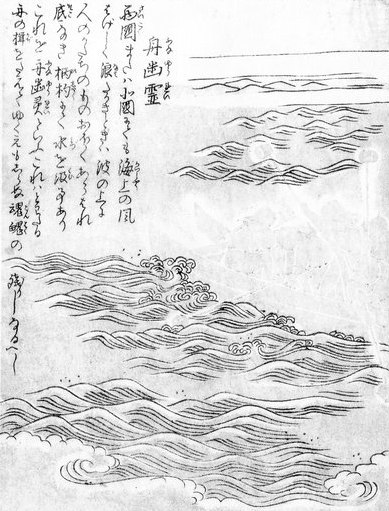
鳥山石燕『今昔畫圖續百鬼』「舟幽靈」

船幽靈、舟幽靈（ふなゆうれい）是流傳日本全國各地的海上幽靈成為怨靈的傳說。散見在江戶時代的怪談、隨筆、近代的民俗資料等。在山口縣、佐賀縣稱作妖。

## 傳承

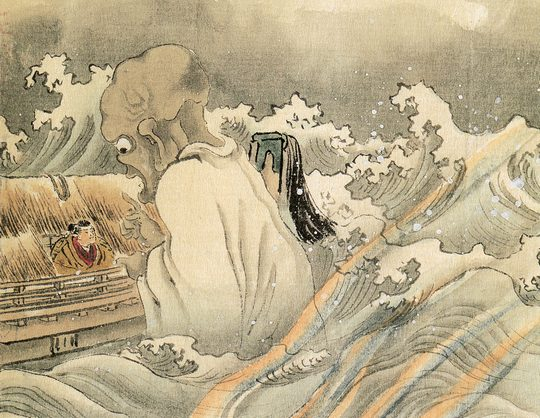
河鍋曉齋『船頭和船幽靈』

據說是會用杓子汲水使船沉沒的幽靈。死於海難的人們，將船弄沉以增加夥伴。防止的方法是將飯糰投入海中或事先準備無底的杓子等。
船幽靈在各地有不同稱呼，也稱妖、亡者船等。也有地方將海坊主視為船幽靈的一種。

## 關連作品
- 京極夏彦『船幽靈』（續巷說百物語）

## 相关
- 水鬼

## 脚注
1. 1 2  村上 2000，第298頁
2. ↑  村上 2000，第28頁.
3. ↑  花部他 1987，第209頁
4. ↑  京極夏彦. 多田克己編 , 编. . 国書刊行会. 2008: 291. ISBN 978-4-3360-5055-7.